# 齐天乐 (词牌)
齐天乐，词牌名。一百二字，前后片各六仄韵。

## 别名
周邦彦词有“绿芜彫尽台城路”句，名《台城路》。沈端节词名《五福降中天》。张辑词有“如此江山”句，名《如此江山》。

## 宫调
周邦彦《清真集》、姜夔《白石道人歌曲》、吴文英《梦窗词集》记载作正宫（黄钟宫）。周密《天基节乐次》记载“乐奏夹钟宫，第一盏，觱篥起《圣寿齐天乐慢》”。

## 词牌格式
仄平平仄平平仄，平平仄平平仄。仄仄平平，平平仄仄，平仄平平平仄。平平仄仄。仄平仄平平，仄平平仄。仄仄平平，仄平中仄仄平仄。
平平仄平仄仄，仄平平仄仄，平仄平仄。仄仄平平，平平仄仄，中仄平平中仄。平平仄仄。仄中仄平平，仄平平仄。仄仄平平，仄平平仄仄。

## 例词
绿芜凋尽台城路，殊乡又逢秋晚。暮雨生寒，鸣蛩劝织，深阁时闻裁剪。云窗静掩。叹重拂罗裀，顿疏花簟。尚有綀囊，露萤清夜照书卷。
荆江留滞最久，故人相望处，离思何限渭水西风，长安乱叶，空忆诗情宛转。凭高眺远。正玉液新篘，蟹螯初荐。醉倒山翁，但愁斜照敛。——周邦彦
庾郎先自吟愁赋，凄凄更闻私语。露湿铜铺，苔侵石井，都是曾听伊处。哀音似诉，正思妇无眠，起寻机杼。曲曲屏山，夜凉独自甚情绪。
西窗又吹暗雨，为谁频断续，相和砧杵。候馆迎秋，离宫吊月，别有伤心无数。豳诗漫与，笑篱落呼灯，世间儿女。写入琴丝，一声声更苦。——姜夔